# Папский совет справедливости и мира
Папский Совет справедливости и мира (Justitia et Pax) (лат. Pontificium Consilium de Iustitia et Pace) — бывшая дикастерия Римской курии.
Папа Павел VI 6 января 1967 года в motu proprio Catholicam Christi Ecclesiam образовал исследовательскую комиссию «Iustitia et Pax». Комиссия первоначально работала в составе папского совета по делам мирян, в 1976 году была преобразована в автономную папскую комиссию в составе Римской курии, а 28 июня 1988 года папа Иоанн Павел II в конституции «Pastor Bonus» преобразовал её в независимый папский совет «Справедливость и мир».
Деятельность совета была посвящена развитию социального учения Католической церкви, сбору информации о проблемах, касающихся справедливости и мира в разных частях планеты, содействию прогрессу народов и защите прав человека.
Совет был ответственен за издание компендиума социальной доктрины Римско-католической церкви.
Последним председателем Совета был кардинал Питер Тарксон.
Упразднён согласно motu proprio Humanam progressionem c 1 января 2017 года, путём слияния Папских Советов по пастырскому попечению о работниках здравоохранения, справедливости и мира, Cor Unum и по пастырскому попечению о мигрантах и странствующих в одно ведомство — Дикастерию по содействию целостному человеческому развитию.

## Председатели Папского Совета справедливости и мира
- кардинал Морис Руа — (6 января 1967 — 16 декабря 1976);
- кардинал Бернарден Гантен — (15 декабря 1976 — 8 апреля 1984);
- кардинал Роже Эчегарай — (8 апреля 1984 — 24 июня 1998);
- кардинал Франсуа Ксавье Нгуен Ван Тхуан — (24 июня 1998 — 16 сентября 2002);
- кардинал Ренато Раффаэле Мартино — (1 октября 2002 — 24 октября 2009);
- кардинал Питер Тарксон — (24 октября 2009 — 31 августа 2016).

## Секретари Папского Совета справедливости и мира
- Жозеф Гремийон (1966—1974);
- Андреа Кордеро Ланца ди Монтедземоло (1976 — 5 мая 1977);
- Роджер Джозеф Хеккел, S.J. (1977 — 27 марта 1980);
- Ян Питер Схотте, C.I.C.M. (27 июня 1980 — 20 декабря 1983);
- Диармайд Мартин (1994 — 17 января 2001);
- Джампаоло Крепальди (3 марта 2001 — 4 июля 2009);
- Марио Тозо, S.D.B. (22 октября 2009 — 19 января 2015).